# تلم تصالبي
يوجد التلم التصالبي على السطح العلوي للعظم الوتدي، حيث يوجد عندها التصالبة البصرية للعصبين البصريين.
ينتهي التلم التصالبي عند الثقبة البصرية التي تنقل العصب البصري والشريان العيني إلى محجر العين.

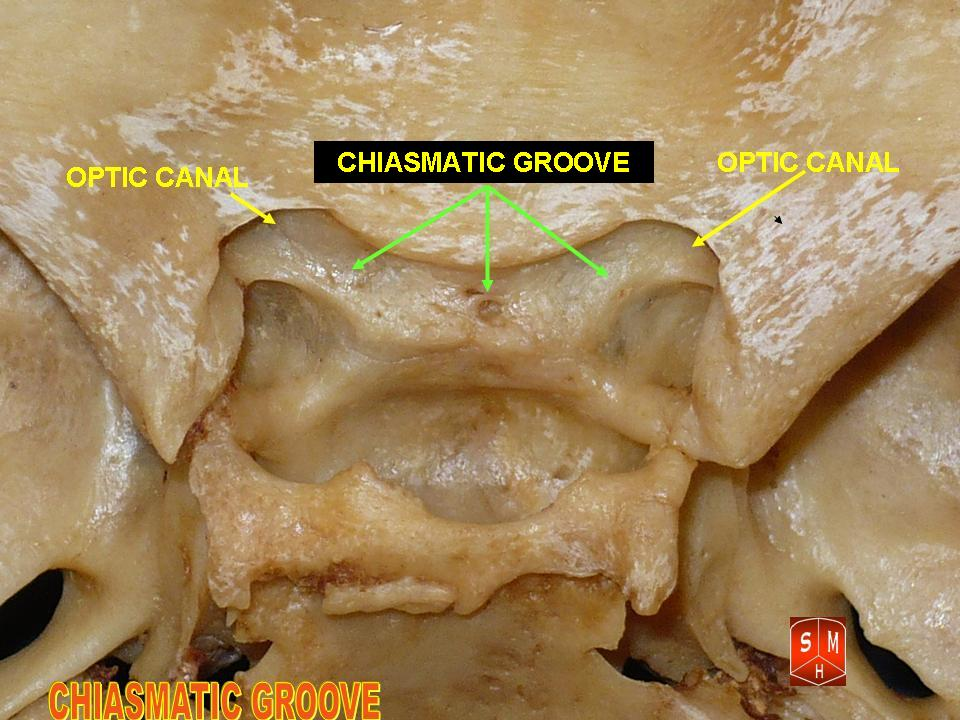
التلم التصالبي